# Eucampsipoda lieftincki
Eucampsipoda lieftincki är en tvåvingeart som beskrevs av Maa 1975. Eucampsipoda lieftincki ingår i släktet Eucampsipoda och familjen lusflugor. Inga underarter finns listade i Catalogue of Life.